# Democrito
Democrito (in greco antico: Δημόκριτος?, Dēmókritos, "giudice del popolo"; Abdera, tra il 470 e il 457 a.C. – tra il 360 e il 350 a.C.) è stato un filosofo greco antico.
Allievo di Leucippo, fu tra i fondatori dell'atomismo. È praticamente impossibile distinguere le idee attribuibili a Democrito da quelle del suo maestro. Democrito fu il più prolifico scrittore tra i presocratici, considerato uno di loro anche se, effettivamente, nacque dopo Socrate, per morire, forse centenario, durante la vita di Platone e Aristotele. Tra gli allievi di Democrito vi fu Nausifane, maestro di Epicuro.

## Biografia
Vi sono poche notizie certe della sua vita, che si perde nell'aneddoto e talora nella leggenda. Sarebbe cresciuto tra agi e ricchezze, ma avrebbe rinunciato, in seguito, ad una parte dei suoi averi per dedicarsi esclusivamente agli studi, ai viaggi ed all'osservazione della natura. Pare invece certo avesse perso la vista, forse per il lungo studio, ma è falso che si sia accecato volontariamente come Plutarco aveva capito.
Si crede inoltre che si sia spinto in Egitto, in Etiopia e in India ma è assai poco probabile. Egli stesso avrebbe però affermato: "Io sono, tra i miei contemporanei, quello che ha percorso la maggior parte della Terra, facendo ricerca delle cose più strane; e vidi cieli e terre numerosissime; e sentito la maggior parte degli uomini dotti". Altri aneddoti lo raffigurano talmente preso dalle sue speculazioni da dimenticare anche il cibo. Fu, ovviamente, anche ad Atene. Qui, sebbene non abbia trovato considerazione, ebbe modo di vivere a contatto con la cultura sofistico-socratica, che lasciò tracce visibili sul suo sistema di natura enciclopedica.
Si sa che morì vecchissimo e a detta di alcuni più che centenario, depositario di un sapere senza precedenti, forse superiore addirittura a quello di Socrate, e forse per questo non gradito ai suoi discepoli. La morte del filosofo conferma ulteriormente la sua visione della natura. Vivendo con la sorella, deciderà, in punto di morte, di versare in una vasca miele caldo, per poi immergercisi. Fece ciò perché desiderava ardentemente vedere la sua fine: infatti Democrito, supponendo che il miele caldo avrebbe rallentato lo svanimento dell'anima, sarebbe stato in grado di osservare attentamente quando si fosse spento. La spiegazione è che essendo l'anima composta da atomi caldi, sarebbe stata ostacolata dal miele, anch'esso caldo, dando un po' di tempo al filosofo per analizzare la dipartita di un uomo.
Egli scrisse più di qualunque altro presocratico o fisico pluralista. Tra le sue opere troviamo "La piccola cosmologia", "Sulla natura", "Sulle forme degli atomi", "Sulle parole". Purtroppo tali opere non sono state conservate, e ne abbiamo soltanto frammenti. Grande fu l'opposizione di filosofi come Platone e Aristotele nel trattare i suoi testi e ragionamenti. Si dice che le sue opere dovevano essere carbonizzate per via del pensiero troppo anti-conformista del filosofo.
A livello di contenuti Democrito comprende sia la sfera filosofica dei presocratici sia altri argomenti filosofici quali la natura, l'uomo, la vita e la giustizia. Il riferimento a questi contenuti socratici è quindi ulteriore conferma della sua posteriorità a Socrate.
La teoria atomistica di Democrito (detto anche "filosofo del riso") fu alla base dell'epicureismo, come la teoria cosmologica di Eraclito (detto anche "filosofo del pianto" perché pessimista) fu all'origine della fisica stoica.

## La filosofia

### La teoria degli atomi

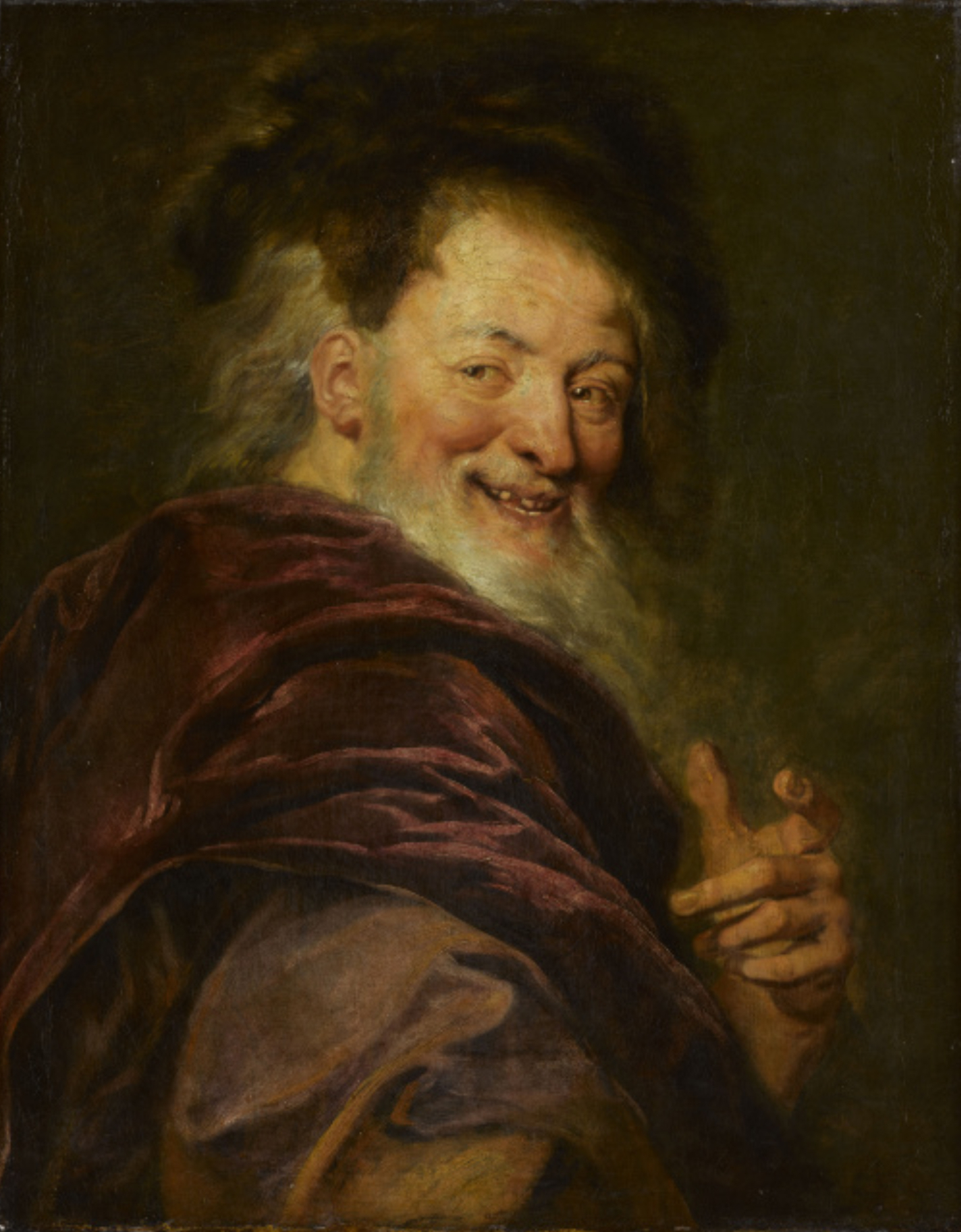
Democrito in un ritratto di Antoine Coypel (1692), Louvre

Il nome di Democrito è rimasto legato alla sua celebre teoria atomista considerata, anche a distanza di secoli, una delle visioni più "scientifiche" dell'antichità: l'atomismo democriteo infatti fu ripreso non solo da altri pensatori greci, come Epicuro, ma anche da filosofi e poeti romani (Lucrezio) nonché da filosofi del tardo medioevo, dell'età rinascimentale e del mondo moderno (come ad esempio Pierre Gassendi). Come è stato rilevato da Theodor Gomperz e da altri studiosi, Democrito può essere considerato il "padre della fisica", così come Empedocle lo era stato per la chimica. Ludovico Geymonat afferma che «l'atomismo di Democrito […] ebbe una funzione determinante, nel XVI e XVII secolo, per la formazione della scienza moderna».
Alla base dell'ontologia di Democrito c'erano i due concetti di atomo e di vuoto: infiniti atomi in infinito vuoto. Laddove le filosofie precedenti cercavano nell'archè un principio unitario a fondamento del tutto, come notavano Platone e Aristotele, la sua filosofia culminava in due principi irriducibili tra loro.
Democrito per certi aspetti sostituì l'opposizione logica eleatica tra essere e non essere con l'opposizione fisica tra atomo e vuoto: l'atomo costituiva l'essere, il vuoto rimandava in un certo senso al non essere. Per Democrito un atomo costituiva l'elemento originario e fondamentale dell'universo, nonché il fondamento metafisico della realtà fisica; ciò significava che gli atomi non venivano percepiti a livello sensibile (realtà fisica) ma solo su un piano intelligibile, ossia attraverso un procedimento intellettuale che scomponeva e superava il mondo fisico-corporeo. C'è da precisare che l'atomo democriteo non costituiva in sé un'intelligibilità pura, come sarà l'idea di Platone, in quanto esso possedeva un'essenziale consistenza materiale: tuttavia era pur sempre una realtà intelligibile poiché sfuggiva ai sensi e si coglieva solo mediante l'intelletto. La realtà degli atomi costituiva per Democrito l'archè, quindi l'essere immutabile ed eterno. Gli atomi erano concepiti come particelle originarie indivisibili: essi cioè erano quantità o grandezze primitive e semplici (ovvero non composte), omogenee e compatte, la cui caratteristica principale è l'indivisibilità.
Democrito, quindi, contrappose alla divisibilità infinita dello spazio geometrico, sostenuta da Zenone di Elea con i suoi paradossi (celebre tra tutti quello della corsa tra Achille e la Tartaruga), l'indivisibilità dello spazio fisico, che trovava appunto nell'atomo un limite invalicabile. Gli atomi dunque, in quanto principio primo di ogni realtà, erano eterni ed immutabili: essi non erano stati generati né potevano essere distrutti, ma esistevano da sempre e sempre sarebbero esistiti. Gli atomi, però, in quanto particelle quantitative (quindi del tutto diversi dai semi qualitativi di Anassagora), costituivano il pieno, che rimandava necessariamente alla realtà di un vuoto in cui potersi collocare, in cui poter esistere. Il vuoto infinito costituiva quindi anch'esso una realtà originaria analoga a quella degli atomi, poiché rendeva possibile la loro esistenza: infatti gli atomi non sarebbero stati nemmeno pensabili senza uno spazio vuoto infinito entro cui potersi muovere incessantemente. In questo illimitato vuoto spaziale non esistevano più punti di riferimento, tanto è vero che il filosofo greco, quasi anticipando il moderno concetto di infinito fisico, così affermò: «non esiste basso né alto, né centro né ultimo, né estremo». Fin da Aristotele, atomi e vuoto sono stati variamente interpretati; infatti, lo stesso Aristotele così si espresse nella sua Metafisica: «Leucippo e il suo discepolo Democrito pongono come elementi il pieno e il vuoto, chiamando l'uno essere e l'altro non essere».
Di fronte alla realtà di qualcosa (l'atomo), Democrito avrebbe ammesso l'esistenza di un "non qualcosa", il vuoto appunto, il nulla inteso come spazio. Quindi il vuoto di Democrito non stava ad indicare l'esistenza del non essere ma più semplicemente la mancanza di materia, coincidente appunto con lo spazio. Pieno e vuoto costituivano pertanto i due principi originari a cui ricondurre l'esistenza di tutte le cose: l'uno rimandava all'altro, lo implicava necessariamente, poiché la realtà era il risultato della loro sintesi. Gli atomi possedevano il movimento come loro caratteristica intrinseca: essi infatti si muovevano eternamente e spontaneamente nel vuoto, incontrandosi e scontrandosi. Il divenire del cosmo e della natura e la molteplicità degli enti erano dovuti proprio a questo incessante movimento da cui tutto si formava per poi disgregarsi. Il movimento quindi costituiva una proprietà intrinseca e spontanea degli atomi e, come tale, non era generato da una causa esterna ad essi: spontaneamente, per loro natura, essi si muovevano.
In questo eterno e naturale movimento degli atomi di Democrito alcuni studiosi hanno visto una sorta di primitiva intuizione del principio di inerzia. È stato notato che «il principio di inerzia, fondamento della dinamica galileiana, dice pressappoco la stessa cosa: afferma infatti che il moto rettilineo uniforme non richiede la presenza di alcuna causa che lo provochi; solo dove si ha accelerazione deve esserci una causa che lo produce»
In Democrito, come osservò Aristotele, era assente il concetto di una causa del movimento; non era chiaro «il perché del movimento, né di quale specie esso sia né la causa per cui il movimento avviene in un modo o in un altro».
Gli atomi democritei, essendo definiti come quantità infinitesime, erano del tutto privi di determinazioni qualitative: sono fatti tutti della medesima materia, ma differiscono per quanto riguarda gli aspetti quantitativi, vale a dire forma, ordine e posizione. Dal punto di vista della forma, ad esempio, l'atomo A era diverso dall'atomo B (la forma evidentemente includeva anche la grandezza). La posizione indicava il fatto che l'atomo A occupasse un posto diverso da quello di B; infine l'ordine (o contatto reciproco) indicava l'esistenza di una relazione AB che era diversa da BA. Utilizzando l'esempio di Aristotele, le differenze tra gli atomi possono essere spiegate al pari delle differenze che costituiscono le lettere dell'alfabeto: A differisce da N per la forma, AN da NA per l'ordine, mentre Z differisce da N per la posizione. Tutte queste differenze, come si vede, erano di natura geometrico-quantitativa e davano luogo ad una realtà caratterizzata esclusivamente da rapporti quantitativi, secondo quell'idea che era stata già intuita dalla scuola pitagorica.

### Il divino

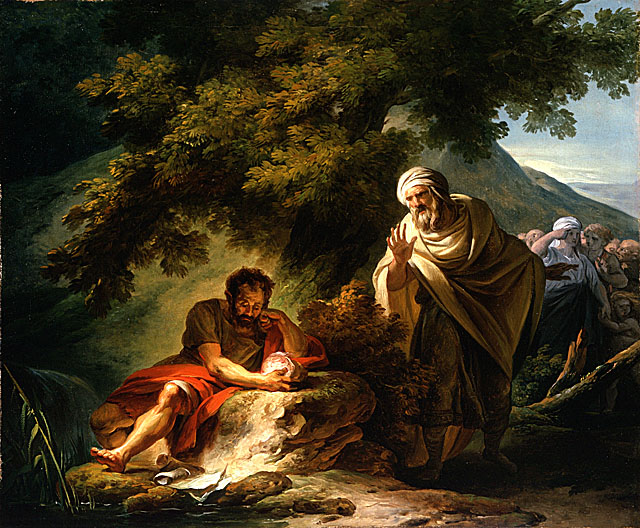
La scuola di Democrito in un dipinto di François-André Vincent

Così come per il resto della materia, anche l'anima (psychè) per Democrito era costituita da atomi, atomi più sottili e lisci, di natura ignea.
Essi penetrano tutto il corpo e gli danno vita e vengono mantenuti in esso grazie alla respirazione, inoltre grazie a questa capacità di vivificare, di render pensante l'uomo, erano considerati divini.
Infine, Democrito sostiene che gli dei sono fatti di atomi proprio come gli esseri umani, ma che non interagiscono affatto con noi: questo fatto lo fece considerare come un vero e proprio anticonformista, una vera rarità ai suoi tempi.
Il frammento Diels-Kranz B175 riporta che "gli dèi si interessano degli uomini dagli albori della storia a oggi donando loro ogni bene" ed evitando ogni male o possibile danno.
Secondo la dottrina degli effluvi, i corpi emanano continuamente degli éidola simili a sé stessi che penetrano negli occhi di chi vede, generando la visione. Questa teoria degli éidola (immagini e simulacri) si applica anche ai sogni premonitori, alle visioni e alle apparizioni divine, segno che gli dèi si manifestano nella vita umana.

### Conoscenza
La conoscenza sensibile si basava sulla meccanica atomistica: ogni oggetto, anche se appariva immobile e statico, era costituito da atomi, intervallati dal vuoto, i quali si muovevano continuamente. In particolare la superficie dei corpi era formata da uno strato di atomi più leggeri che si staccavano dal corpo stesso, di cui conservavano però la configurazione esteriore, producendo delle "emissioni atomiche", ossia degli "idoli" (o simulacri) che, attraversando l'aria, colpivano gli organi sensoriali degli animali e degli uomini: l'urto tra gli idoli e gli organi di senso giungeva, attraverso il corpo, fino all'anima, generando la cosiddetta immagine sensibile, che veniva poi trasformata in un contenuto logico. La conoscenza sensibile tuttavia forniva informazioni piuttosto superficiali e spesso ingannevoli sulle qualità degli oggetti percepiti (tanto da far credere che colori sapori e odori fossero proprietà intrinseche delle cose ed invece non lo erano): essa non era in grado né di cogliere la struttura profonda degli enti, quindi la loro natura atomica, né i rapporti causali esistenti tra essi. Pertanto anche Democrito, come Parmenide, svalutò la sensibilità, anche se, diversamente dal filosofo di Elea, gli riconobbe un valore reale, mentre Parmenide la considerò solo un'illusione. Sicuramente superiore ai sensi era la conoscenza logica e razionale, in quanto con il pensiero era possibile raggiungere la realtà metafisica degli atomi ed era possibile comprendere le leggi meccaniche e necessarie della natura.
Da questo punto di vista la gnoseologia democritea può essere senz'altro definita razionalistica, dove per razionalismo s'intende in questo caso che le verità fondamentali sul mondo, sia quelle che riguardavano la natura fisica sia quelle concernenti la metafisica, si potevano raggiungere soltanto tramite un procedimento intellettuale e razionale e non sulla base delle semplici percezioni sensibili: solo la ragione logica, il logos, consentiva di comprendere le leggi e i principi della realtà attraverso l'"empeiria". Strettamente collegata a questa teoria fu la distinzione tra "qualità soggettive" (o sensibili) e "qualità oggettive" (relative agli oggetti): distinzione fondamentale, che sarà poi ripresa da molti filosofi, anche in Epoca moderna. Democrito ritenne che alcune qualità fossero oggettive, ossia realmente presenti nelle cose, e altre invece fossero soltanto soggettive o sensibili, dovute cioè alla struttura e alla natura degli organi di senso umani.

### Etica
Nella sua lunga esistenza Democrito scrisse anche opere di etica, in cui affermava che l'interesse maggiore dell'Uomo deve essere la felicità, che si ricerca attraverso una moderata cancellazione della paura: per questo egli divenne noto come il "filosofo del riso", a differenza del triste e pessimista Eraclito che venne definito il "filosofo del pianto".
Tuttavia, per Democrito la felicità non è da identificarsi nel possesso di beni materiali, nel prestigio o nel potere, ma nell'essere moderati e nel condurre una vita giusta. È necessario essere coraggiosi non in guerra, bensì contro i piaceri sensibili che rendono l'uomo schiavo dei sensi. Il razionalismo etico di Democrito assume come concetto guida il raggiungimento dell'eutimia (euthymìa), ossia della tranquillità, della serenità dell'animo. Vero saggio dunque è colui che impronta la sua vita a regole di moderazione, di accorta misura e di equilibrio, rifuggendo i turbamenti e le passioni. Il discorso morale di Democrito ha un carattere prevalentemente personale e privato, in quanto si rivolge al singolo e alla sua ricerca della felicità e del bene più che alla comunità sociale e politica. La tranquillità interiore d'altro canto non implica affatto la passività e l'ozio, anzi Democrito apprezza la vita attiva e produttiva, affermando tra l'altro che: Le fatiche sono più piacevoli dell'inerzia. Secondo l'autore l'anima e le idee possono essere ricondotte al materiale e ai sensi.
Inoltre Democrito elegge la ragione a giudice e guida dell'esistenza e fa dell'equilibrio e della misura il supremo ideale di condotta.
Questa morale mette a capo a un'etica del dovere fondata sul rispetto verso se stessi: non si deve aver rispetto per gli altri più che per sé.
Secondo Democrito, Atena, intesa come saggezza, è chiamata tritogena, perché dal ragionare con saggezza derivano tre facoltà: il retto volere, il retto parlare e il retto agire.

### Civiltà, linguaggio e religione
La riflessione di Democrito sulla civiltà, sul linguaggio e sulla religione è molto probabilmente frutto del razionalismo della sua epoca.
- Civiltà: gli uomini, inizialmente, vivevano senza leggi e solitari, compresa l'utilità della vita sociale stabilirono delle regole di comune convivenza.
- Linguaggio: è una convenzione risalente all'epoca dell'organizzazione in società dei primi uomini.
- Religione: osservando i fenomeni naturali e non sapendosene dare una spiegazione gli Uomini pensarono che fossero opera di entità soprannaturali (gli dei)[13].

### Matematica

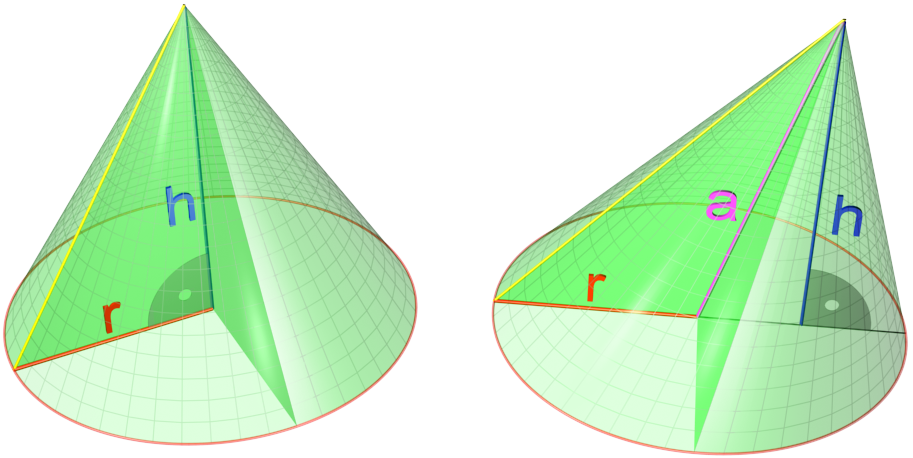
Coni circolare retto e circolare obliquo

Democrito fu anche un pioniere nei campi della matematica e della geometria. Scrisse molte opere di matematica e geometria, nessuna delle quali è giunta fino a noi; si conoscono solo i titoli di alcune delle sue opere (Sui numeri, Sulla geometria, Sulle tangenti, Sulla mappatura e Sui numeri irrazionali) citati in altre opere, dal momento che nessuna delle sue opere sopravvisse al Medioevo.
Secondo Archimede, Democrito fu tra i primi a osservare che un cono o una piramide con le stesse area di base e altezza hanno un volume pari a un terzo del volume rispettivamente di un cilindro o di un prisma. Democrito non ne fornì una dimostrazione (la quale, come Archimede stesso afferma, fu fornita da Eudosso di Cnido) ma si limitò ad asserirne la veridicità.
Inoltre in un noto passo, Plutarco (Plut. De Comm. 39) riporta che Democrito si sarebbe posto la seguente questione: la superficie data dall'intersezione di un cono con un piano parallelo alla sua base può essere uguale oppure diversa dalla superficie della base del cono. Se le due superfici sono uguali, il cono è in realtà un cilindro, mentre se sono diverse il cono è in realtà un cono circolare a gradini (più precisamente, uno "scaloide"). La questione posta da Democrito viene risolta sulla base di considerazioni di infinitesimi, e pertanto, sulla base di quanto riportato da Plutarco, è stato ipotizzato che Democrito fosse un precursore del concetto di infinitesimo e del calcolo integrale.

## Avversari

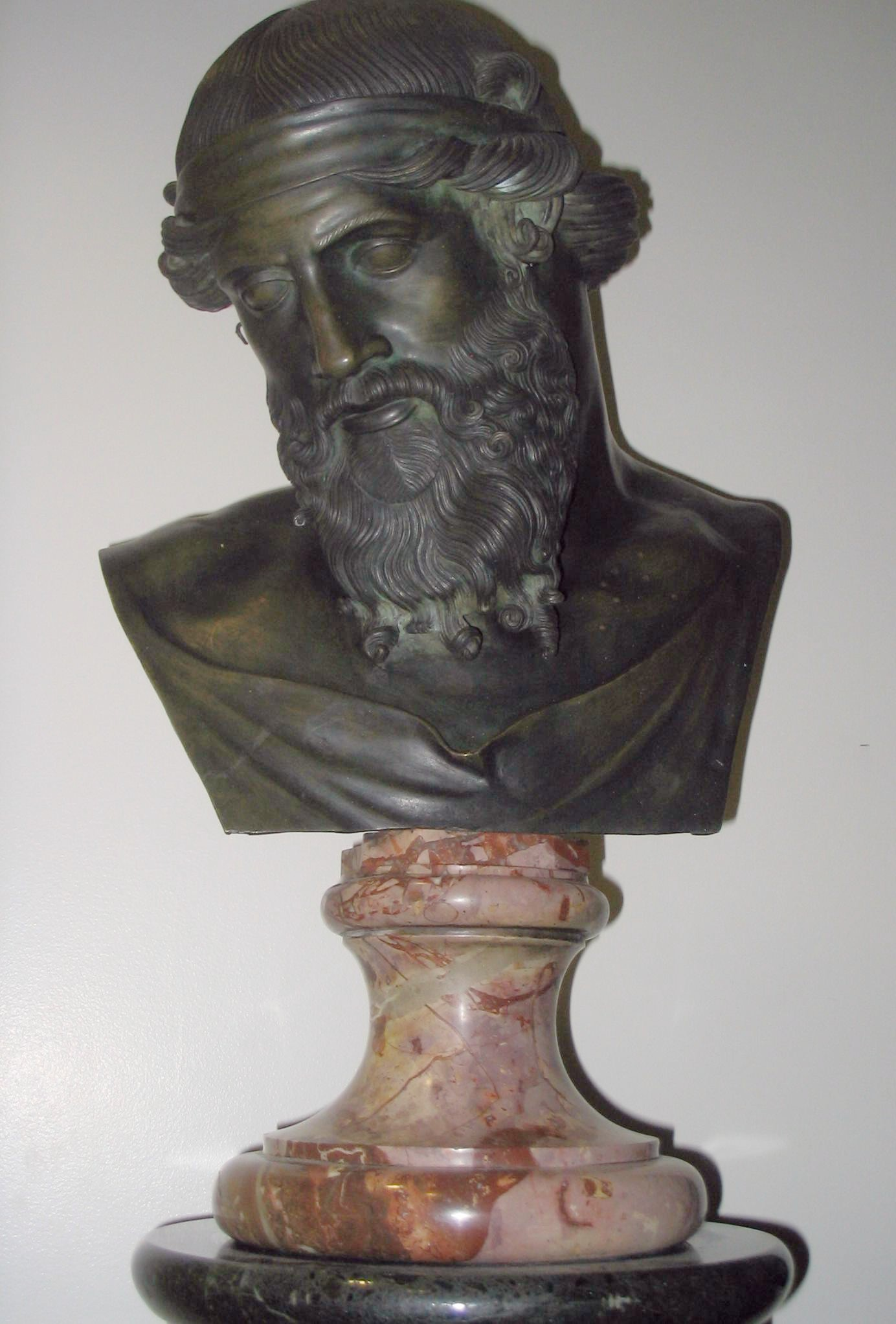
Busto di Aristotele

Democrito non godette di buona fama presso Platone e Aristotele. Platone lo giudicò molto severamente, rifiutando di citarlo all'interno delle sue opere, nonostante nel Timeo mostrasse di conoscerne le teorie. Secondo una leggenda diffusa nella sua Accademia era proibito anche solo pronunciare il nome di Democrito. Lo stesso Platone, secondo un vecchio racconto, ne avrebbe bruciato i libri (cfr. Aristosseno nelle sue Memorie sparse, DK 68 A 1). L'errore fondamentale di Democrito, secondo Platone, consisteva nel fatto che la teoria atomista era incapace di rendere ragione del modo in cui avvenivano i mutamenti della natura: Democrito cioè non sapeva spiegare perché essa tende a riproporre sempre le stesse forme, strutturandosi secondo criteri precostituiti, come fosse dotata di intelligenza. Platone in definitiva non condivideva che la materia potesse avere una spiegazione in se stessa, escludendo qualsiasi intervento soprannaturale o divino. Egli oltretutto era fortemente convinto dell'immortalità dell'anima, possibilità negata invece da Democrito.
Aristotele nella sua Metafisica dimostra di conoscere le teorie dell'atomismo, citando più volte Democrito. Egli paragonò gli atomi alle lettere dell'alfabeto: combinazioni di lettere che danno origine a infinite parole, così come combinazioni infinite di atomi danno origine all'universo. Anche Aristotele tuttavia non condivideva i principi dell'atomismo, poiché riteneva che gli organismi si evolvessero seguendo soltanto certe leggi proprie, mentre i meccanismi di causa-effetto che a volte potevano agire su di loro gli apparivano accidentali: per esempio, la trasformazione di un uovo in una gallina non poteva essere per lui il risultato di semplici combinazioni fortuite di atomi. Egli respinse quindi la concezione che tutta la realtà fosse da ricondurre al sensibile sulla base di spiegazioni materialistiche.
Il fatto che Democrito escludesse la presenza di princìpi primi in grado di guidare il perenne fluire dei fenomeni era inoltre, secondo Aristotele, di impedimento alla costruzione della scienza. Fu per tale motivo che a Democrito venne attribuita la fama di voler assegnare leggi casuali alla natura, nonostante il loro carattere rigorosamente determinista. Dante Alighieri nel Medioevo lo definì appunto come «Democrito, che 'l mondo a caso pone» (Inferno, Canto IV vv 136). Nonostante ciò, Dante, a differenza di Epicuro, posto nel girone degli eretici ed epicurei, posiziona Democrito nel limbo, accanto ai grandi non cristiani dell'antichità (tra i quali Socrate, Platone e Aristotele).

### Edizioni dei testi
- Democrito, Raccolta dei frammenti. Interpretazione e commentario di Salomon Luria, introduzione di Giovanni Reale. bio-bibliografia di S. Luria di Svetlana Maltseva, Milano: Bompiani, 2007.
- Andolfo, Matteo. Atomisti antichi: testimonianze e frammenti, testo greco e traduzione italiana, Milano: Bompiani, 2001.
- Walter Leszl (a cura di), I primi atomisti. Raccolta dei testi che riguardano Leucippo e Democrito, Firenze: Olschki, 2009.
- Vittorio Enzo Alfieri, Gli atomisti, Bari: Laterza, 1936.
- I presocratici. Prima traduzione integrale con testi originali a fronte delle testimonianze e dei frammenti di Hermann Diels e Walther Kranz, a cura di Giovanni Reale, Milano: Bompiani, 2006.
- C. C. W. Taylor, The Atomists, Leucippus and Democritus. Fragments, testo greco, traduzione inglese e commento, Toronto: University of Toronto Press, 1999.

### Studi
- Federico Enriques e Manlio Mazziotti, Le dottrine di Democrito d'Abdera, Bologna: Zanichelli, 1948.
- Francesco Romano (a cura di), Democrito e l'atomismo antico. Atti del convegno internazionale, Catania 18-21 aprile 1979, Catania: Università di Catania. Facoltà di lettere e filosofia, 1980.
- Maria Luisa Silvestre, Democrito e Epicuro : il senso di una polemica. Testi e commenti, Napoli: Loffredo, 1985.
- Maria Luisa Silvestre, Democritea : i documenti da Epicuro ad Aezio, Roma: Cadmo, 1990.
- M. Laura Gemelli Marciano, Democrito e l'Accademia. Studi sulla trasmissione dell'atomismo antico da Aristotele a Simplicio, Berlino: Walter de Gruyter, 2007.
- Giuseppe Solaro, Il mistero Democrito, Roma: Aracne, 2012.